# Farní sbor Českobratrské církve evangelické ve Velenicích
Farní sbor Českobratrské církve evangelické v Velenicích je sborem Českobratrské církve evangelické v Velenicích. Sbor spadá pod Poděbradský seniorát.
Farářkou sboru je Marta Zemánková a kurátorem Petr Fér.

## Faráři sboru
- Čeněk Fiala (1902–1930)
- Pavel Rybín (2011)
- Marta Zemánková (2018–)